# Karl Nehammer
Karl Nehammer (Viena, 18 de outubro de 1972) é um político austríaco que foi chanceler da Áustria entre 2021 e 2025. É membro do Partido Popular Austríaco (ÖVP) e anteriormente atuou como Ministro do Interior de 2020 a 2021, secretário-geral da ÖVP de 2018 a 2020 e membro do Conselho Nacional de 2017 a 2020.

## Carreira política
Depois de deixar o exército, Nehammer tornou-se ativo dentro da organização do Partido Popular Austríaco (ÖVP), trabalhando inicialmente com a academia do partido. Ele foi então chefe do departamento de serviço e mobilização na sede do partido de 2007 a 2008 e, do departamento de treinamento e networking de 2008 a 2009. Tornou-se diretor da associação acadêmica partidária da Baixa Áustria e considerado o sucessor do então vice-governador Wolfgang Sobotka.
Em outubro de 2015, Nehammer foi nomeado secretário-geral adjunto e porta-voz da organização federal do Sindicato dos Trabalhadores Austríacos (ÖAAB), a associação sindical do ÖVP. Durante a eleição presidencial na Áustria em 2016, ele foi nomeado gerente substituto para Andreas Khol do ÖVP no meio da campanha, mas foi incapaz de salvá-lo de um resultado historicamente ruim de 11%.
Sucedeu a August Wöginger como secretário-geral da ÖAAB em 2016 e ocupou este cargo até janeiro de 2018. Em novembro de 2016, também foi eleito presidente regional da ÖAAB Viena. Desde abril de 2017, é presidente do partido distrital do ÖVP em Viena-Hietzing. Nas eleições legislativas em 2017, Nehammer foi eleito representante de Viena. Durante a subsequente formação do governo, foi membro da equipe de negociação do ÖVP na área de defesa. Eleito como vice-presidente da facção parlamentar ÖVP em 8 de novembro e nomeado porta-voz da mídia. Em 25 de janeiro de 2018, sucedeu Elisabeth Köstinger e Stefan Steiner como secretário-geral do ÖVP. Em setembro de 2018, sucedeu Efgani Dönmez como porta-voz para integração e migração.
Nehammer concorreu nas eleições legislativas em 2019, ficando em quinto lugar na lista do estado de Viena ÖVP, e décimo primeiro lugar na lista federal de ÖVP. Também foi um dos cinco assessores do ÖVP na autoridade eleitoral durante a eleição. No decorrer da formação governamental subsequente, ele negociou nas áreas da Europa, migração, integração e segurança.

### Ministro do Interior
Nehammer foi nomeado Ministro do Interior no segundo governo de Kurz e foi empossado em 7 de janeiro. Sob sua liderança, o governo austríaco apresentou acusações em meados de 2020 contra uma pessoa que confessou espionar para o serviço secreto turco. Foi um dos três gestores públicos de crise durante a pandemia de COVID-19, com responsabilidade pela aplicação de lockdowns e restrições. É considerado um forte defensor da política de refugiados de Sebastian Kurz.
Nehammer liderou a resposta do governo após os ataques em Viena em 2020. Ele descreveu o ataque como um "terrorista islâmico" e um simpatizante do Estado Islâmico, admitindo que os serviços de inteligência sob sua jurisdição não comunicaram informações que poderiam ter evitado tal ataque. A esposa e filhos de Nehammer receberam proteção policial como resultado das ameaças de morte recebidas após o evento.

### Chanceler da Áustria
Em outubro de 2021, Sebastian Kurz renunciou ao cargo de chanceler após uma investigação de corrupção e foi sucedido pelo ministro das Relações Exteriores, Alexander Schallenberg. Kurz permaneceu como líder do ÖVP até 2 de dezembro de 2021, quando anunciou sua aposentadoria da política. Logo depois, Schallenberg anunciou que não buscaria a liderança e renunciaria como chanceler em favor do novo líder do ÖVP assim que um fosse eleito.
Em 3 de dezembro, Nehammer foi provisoriamente nomeado como líder do ÖVP pelo comitê do partido federal e proposto como chanceler. Foi empossado pelo presidente Alexander van der Bellen em 6 de dezembro.
Em maio de 2022, foi formalmente eleito líder do conservador Partido Popular da Áustria, ÖVP, após conseguir a unanimidade dos votos dos delegados presentes no congresso do partido que decorreu Graz.

## Ligação externa
- Karl Nehammer